# Baselice
Baselice község (comune) Olaszország Campania régiójában, Benevento megyében.

## Fekvése
A megye északkeleti részén fekszik, 90 km-re északkeletre Nápolytól, 35 km-re északkeletre a megyeszékhelytől. Határai: Castelvetere in Val Fortore, Colle Sannita, Foiano di Val Fortore, San Bartolomeo in Galdo és San Marco dei Cavoti.

## Története
A települést valószínűleg az i. e. 296-ban a rómaiak által elpusztított szamnisz város, Murgantia lakosai alapították. Első írásos említése a 12. századból származik. A következő századokban nemesi birtok volt. A 19. században nyerte el önállóságát, amikor a Nápolyi Királyságban felszámolták a feudalizmust.

## Népessége
A népesség számának alakulása:

## Főbb látnivalói
Fő nevezetessége a Castello (más néven Palazzo Lambo), amely a középkori település védelmére épült, majd 1764-ben átalakították nemesi palotává a Caraffa család számára. A kastélyhoz egy 34 ár területű kert tartozik.